# Friant
Friant is een plaats in Fresno County in Californië in de VS.

## Geografie
Friant bevindt zich op 36°59′3″Noord, 119°42′57″West. De totale oppervlakte bedraagt 3,6 km² (1,4 mijl²) waarvan slechts 0,1 km² of 2,88% water is. Net ten noorden van de plaats ligt Millerton Lake, een stuwmeer dat ontstaan is door de bouw van de Friant Dam.

## Demografie
Volgens de census van 2000 bedroeg de bevolkingsdichtheid 148,4/km² (384,6/mijl²) en bedroeg het totale bevolkingsaantal 519 als volgt onderverdeeld naar etniciteit:
- 89,21% blanken
- 1,93% inheemse Amerikanen
- 1,93% Aziaten
- 0,19% mensen afkomstig van eilanden in de Grote Oceaan
- 2,70% andere
- 4,05% twee of meer rassen
- 10,02% Spaans of Latino

Er waren 226 gezinnen en 148 families in Friant. De gemiddelde gezinsgrootte bedroeg 2,27.

## Plaatsen in de nabije omgeving
De onderstaande figuur toont nabijgelegen plaatsen in een straal van 32 km rond Friant.